# The Haunted
The Haunted — шведський метал-гурт, який утворили в 1996 році басист Йонас Бьорлер, ударник Адріан Ерландссон та гітарист Андерс Бьорлер, після розпаду At the Gates. Незабаром до них приєдналися вокаліст Петер Дольвінґ, він раніше брав участь у проєкті Mary beats Jane, а також Патрік Єнсен, який до того часу встиг проявити себе в таких гуртах як Seance і Satanic Slaughter.

## Біографія
У 1998 році гурт випустив свій перший альбом, що отримав назву The Haunted (альбом).
У 1999 році з гурту пішли Ерландссон та Дольвінг'. На заміну взяли Марка Аро, який грав у Face Down, новим барабанщиком став данець Пер Мьоллер Єнсен, що грав у таких гуртах як Konkhra і Invocator.
Щоб зміцнити склад, були організовані гастролі в США разом з гуртом Testament. Після цього були гастролі в Греції та Швеції. 2000 року гурт випустив другий альбом, що отримав назву Made Me Do It. Альбом став володарем шведської премії Гремміс в номінації «кращий хард-рок альбом». Далі було турне в Європі з гуртами Nile і Entombed, в Англії з The Crown і в Японії з In Flames. Під час туру по Скандинавії гурт грав з такими знаменитостями, як Dimmu Borgir, Lamb of God і Cannibal Corpse.
Після концертів у Японії було ухвалено рішення випустити концертний альбом Live rounds in Tokyo. Однак у цей час гітарист і автор більшості пісень Андерс Бьорлер заявив про свій відхід з The Haunted. У зв'язку з цим гурт був змушений запросити на майбутні гастролі Маркуса Сунессона з гурту The Crown.
За свій третій альбом, гурт отримав другу Греммі. Пішли численні гастролі, однак після їх завершення Марко Аро вирішив піти з гурту. Таким чином у колишнього вокаліста The Haunted з'явилася можливість возз'єднатися з гуртом. Після возз'єднання вийшов четвертий альбом.
В кінці лютого Петер Дольвінґ на своїй сторінці у Facebook заявив про свій вихід із гурту.
16 жовтня 2012 року гурт одночасно залишають Андерс Бьорлер і Пер Меллер Єнсен.
У квітні 2013 року повертаються Марко Аро (вокал) і Адріан Ерландссон (ударні). Також, до The Haunted приєднується гітарист Ола Енґлунд (Six Feet Under, Feared).

## Склад

### Поточний склад
- Марко Аро (Marco Aro) — вокал (1999—2003, 2013 — наші дні)
- Йонас Бьорлер (Jonas Bjorler) — бас-гітара (1996 — наші дні)
- Патрік Єнсен (Patrik Jensen) — гітара (1996 — наші дні)
- Ола Інглунд (Ola Englund) — гітара (2013 — наші дні)
- Адріан Ерландссон (Adrian Erlandsson) — ударні (1996—1999, 2013 — наші дні)

### Колишні учасники
- Петер Дольвінґ (Peter Dolving) — вокал (1997—1998, 2003—2012)
- Андерс Бьорлер (Anders Bjorler) — гітара (1996—2001, 2002—2012)

- Джон Цветслут (John Zwetsloot) — гітара (1996)
- Пер Меллер Єнсен (Per M. Jensen) — ударні (1999—2012)

### Турові і сесійні учасники
- Мікаель Вікстром (Mikael Wikstrom, «Mike Wead») — гітара в турі 2001 року
- Маркус Сунессон (Marcus Sunesson) — гітара (2001—2002)

## Дискографія
- The Haunted (1998)
- Made Me Do It (2000)
- One Kill Wonder (2003)
- Revolver (2004)
- The Dead Eye (2006)
- Versus (2008)
- Unseen (2011)
- Exit Wounds (2014)
- Strength In Numbers (2017)